# Andrei Ludu
Andrei Ludu (n. 18 august 1877, Beclean, Făgăraș – d.19??, Cluj-Napoca ) a fost un deputat în Marea Adunare Națională de la Alba Iulia, organismul legislativ reprezentativ al „tuturor românilor din Transilvania, Banat și Țara Ungurească”, cel care a adoptat hotărârea privind Unirea Transilvaniei cu România, la 1 decembrie 1918.

## Biografie
A fost preot în Cetatea de Piatră (Târgu-Lăpuș), apoi în ținutul Hunedoarei. După 1918 a fost referent, canonic, consilier eparhial și director administrativ la Episcopia Clujului .

## Activitatea politică
Andrei Ludu a fost deputat în Adunarea Națională din 1 decembrie 1918 a fost delegat al circumscripției electorale Târgu Lăpușului (județul Someș),  președinte al despărțământului Târgu Lăpuș al ASTREI și  protopop al Cetății de Piatră (Cetatea Chioarului). Ulterior, a fost deputat în Parlamentul României Mari, legislatura 1919-1920.

## Lectură suplimetară
- Daniela Comșa, Eugenia Glodariu, Maria M. Jude, Clujenii și Marea Unire, Muzeul Național Transilvania, Cluj-Napoca, 1998
- Florea Marin, Medicii și Marea Unire, Editura Tipomur, Târgu Mureș, 1993
- Silviu Borș, Alexiu Tatu, Bogdan Andriescu, (coord.), Participanți din localități sibiene la Marea Adunare Națională de la Alba Iulia din 1 decembrie 1918, Editura Armanis, Sibiu, 2015